# Алиев, Билал Шахширин оглы
Алиев Билал Шахширин оглы (род. 18 ноября 1959, Кюр-Каракашлы, Сальянский район) — Заслуженный артист Азербайджанской Республики (2000), Народный артист Азербайджанской Республики (2009)

## Биография
Билал Шахширин оглы Алиев родился 18 ноября 1959 года в селе Кур Каракашлы Сальянского района. В 1982 году он поступил на факультет ханенде (певцов мугама) Бакинского музыкального училища имени Асафа Зейналлы, который успешно окончил в 1986 году.
Свою трудовую деятельность он начал в том же году в Азербайджанском государственном театре песни имени Рашида Бейбутова в качестве вокалиста. С 1990 по 1993 годы он работал вокалистом в инженерно-компьютерном центре «Тярягги» и в студии «Илкин». С 1993 года он вновь вернулся в Азербайджанский государственный театр песни имени Рашида Бейбутова, где продолжал работать вокалистом.

## Творческая деятельность
Билал Алиев активно участвовал в различных международных фестивалях и культурных мероприятиях. Он представлял азербайджанскую музыку в Турции (в Анкаре, Стамбуле, Кырыккале и других городах), Австрии (в Вене), России (в различных городах), Украине (в Киеве), а также во Франции (в Страсбурге) и Германии. В 2000 году он был приглашен на международную выставку EKSPO-2000, посвященную десятилетию объединения Германии.
В последние годы своей жизни он также принимал участие в Днях культуры Азербайджана в Германии (в Майнце) и России (в Москве), а также на праздновании Новруз Байрамы в Екатеринбурге.

## Образование
Билал Алиев окончил Азербайджанский государственный университет культуры и искусств.

## Награды и звания
- В 2000 году Указом Президента Азербайджанской Республики Билал Алиев был удостоен звания «Заслуженный артист Азербайджанской Республики»[1] за вклад в развитие азербайджанской культуры.
- В 2009 году Указом Президента Азербайджанской Республики ему было присвоено звание «Народный артист Азербайджанской Республики»[2] за заслуги в развитии азербайджанской музыки.

## Репертуар
В репертуар Билала Алиева входили различные мугамы (такие как Раст, Махур-хинди, Баяты-Каджар, Чахаргах, Шур, Сегях и другие), народные песни («Сары бульбуль», «Сона бульбюлляр», «Бюльбюлляр охур», «Галада ятмыш идим» и другие), а также произведения азербайджанских композиторов.